# Michael Harriman
Michael Grant Harriman (Chichester, 23 oktober 1992) is een Iers voetballer die sinds januari 2016 onder contract staat bij Wycombe Wanderers.

## Clubcarrière
Op 23 augustus 2011 maakte Harriman zijn professionele debuut in het voetbal bij Queens Park Rangers. Dat deed hij in de League Cupwedstrijd tegen Rochdale AFC. Vier dagen later maakte hij zijn debuut in de competitie als invaller in de wedstrijd tegen Wigan Athletic. In november van dat jaar werd hij voor een maand uitgeleend aan St. Albans City.
Pas in januari 2013 werd hij opnieuw verhuurd door QPR, ditmaal aan Wycombe Wanderers. Tot aan zijn terugkeer bij de Londense club speelde hij elke wedstrijd voor Wycombe. In het seizoen 2013/14 volgde een uitleenbeurt aan Gillingham FC. Het seizoen daarop volgde een uitleenbeurt aan Luton Town en bij aanvang van het seizoen 2015/16 werd hij uitgeleend aan Wycombe Wanderers. In januari 2016 werd hij definitief door de club overgenomen.